# Crotalaria obscura
Crotalaria obscura är en ärtväxtart som beskrevs av Dc.. Crotalaria obscura ingår i släktet sunnhampor, och familjen ärtväxter. Inga underarter finns listade i Catalogue of Life.